# Streitheide (Boizenburg/Elbe)
Streitheide ist ein Ortsteil der Stadt Boizenburg/Elbe im Landkreis Ludwigslust-Parchim in Mecklenburg-Vorpommern.
Der Ort liegt nordwestlich des Hauptortes Boizenburg an der Kreisstraße K 2. Südlich des Ortes verläuft die B 5, fließt die Elbe und verläuft die Landesgrenze zu Niedersachsen. Südwestlich erstreckt sich das 185 ha große ehemalige Naturschutzgebiet Elbhang Vierwald.